# Palencia (Guatemala)
Palencia ist eine rund 7000 Einwohner zählende Kleinstadt in Guatemala und Verwaltungssitz des gleichnamigen Municipios im Departamento Guatemala. Der Ort liegt rund 30 Kilometer östlich von Guatemala-Stadt auf 1340 m Höhe.
Das 196 km² große Municipio erstreckt sich im östlichen Bergland des Departamentos Guatemala. Es hat insgesamt rund 60.000 Einwohner, die größtenteils in ländlichen Siedlungen und Dörfern leben, darunter Azaculpilla, Dulce Nombre, El Triunfo, El Paraíso, El Manzanote, El Fiscal, Los Cubes, Buena Vista, Sansur, Plan Grande, Los Planes, Sanguayabá, Los Mixcos, La Concepción, Lo De Silva und Los Tecomates. 
Angrenzende Municipios sind San José del Golfo im Norden, San Pedro Ayampuc im Nordwesten, Guatemala-Stadt im Westen und San José Pinula im Süden. Im Nordosten grenzt Palencia an San Antonio La Paz (El Progreso), im Südosten an Mataquescuintla (Jalapa).
Der Name des Ortes geht auf einen gewissen Mathías de Palencia zurück, der hier 1624 ein Landgut kaufte, das bald Hacienda Palencia und später nur noch Palencia genannt wurde. 1873 erhob man dem Ort zum Municipio.